# Przemysław Termiński
Przemysław Kazimierz Termiński (ur. 25 sierpnia 1971 w Wodzisławiu Śląskim) – polski przedsiębiorca, menedżer i działacz sportowy, senator IX kadencji.

## Życiorys
Z wykształcenia prawnik, absolwent Wydziału Prawa i Administracji Uniwersytetu Mikołaja Kopernika w Toruniu. Ukończył także podyplomowe studium ubezpieczeń gospodarczych. Zajął się prowadzeniem własnej działalności gospodarczej w ramach spółek prawa handlowego w Toruniu. W 2000 został prezesem zarządu spółki z ograniczoną odpowiedzialnością FST-Management, działającej w branży konsultingowej. W 2014 objął również stanowisko prezesa zarządu Klubu Sportowego Toruń prowadzącego sekcję żużlową.
W latach 90. działał w Unii Pracy, był asystentem posłanki Krystyny Sienkiewicz. W 1997 związał się z Socjaldemokracją Rzeczypospolitej Polskiej. Był szefem regionalnych i wiceszefem ogólnopolskich struktur Frakcji Młodych SdRP. Do 2002 należał do Sojuszu Lewicy Demokratycznej. W wyborach samorządowych w 1998 bezskutecznie ubiegał się z ramienia SLD o mandat radnego Torunia, a w 2002 bez powodzenia kandydował do sejmiku kujawsko-pomorskiego z listy SLD-UP. W maju 2005 był delegatem na kongres założycielski Partii Demokratycznej, jednak zaniechał działalności w tym ugrupowaniu. W wyborach parlamentarnych w 2015 jako bezpartyjny kandydat z ramienia Platformy Obywatelskiej został wybrany do Senatu IX kadencji w okręgu wyborczym nr 11, otrzymując 62 478 głosów. W 2019 bezskutecznie kandydował natomiast z listy Koalicji Obywatelskiej do Sejmu, a w 2024 z listy Trzeciej Drogi (z rekomendacji Polski 2050) do sejmiku kujawsko-pomorskiego.